# Aleksàndrovka (Ieisk)
Aleksàndrovka - Александровка (rus) és un poble del krai de Krasnodar, a Rússia. És a la costa nord de la península de Ieisk, a la vora del liman de Ieisk de la mar d'Azov, a 10 km al sud-est de Ieisk i a 184 km al nord-oest de Krasnodar. Pertanyen a aquest poble els khútors de Zeliónaia Rosxa i de Rassvet, i els possiolki de Sadovi, Stepnoi i Iasnopolski.